# Liste der Mitglieder der American Academy of Arts and Sciences/1896
Im Jahr 1896 wählte die American Academy of Arts and Sciences 17 Personen zu ihren Mitgliedern.

## Neugewählte Mitglieder
- James Coolidge Carter (1827–1905)
- Michael Foster (1836–1907)
- Carl Gegenbaur (1826–1903)
- Basil Lanneau Gildersleeve (1831–1924)
- Herman Friedrich Grimm (1828–1901)
- Alexander Onufrijewitsch Kowalewski (1840–1901)
- Willy Kuhne (1837–1900)
- Thomas Raynesford Lounsbury (1838–1915)
- Charles Lane Poor (1866–1951)
- Augustus Saint Gaudens (1848–1907)
- Theobald Smith (1859–1934)
- Hermann Graf zu Solms-Laubach (1842–1915)
- John Stone Stone (1869–1943)
- Karl Theodor Wilhelm Weierstrass (1815–1897)
- Karl Weinhold (1823–1901)
- Robert Wheeler Willson (1853–1922)
- Robert Simpson Woodward (1849–1924)